# Friedrich-Wilhelm Richter
Pour les articles homonymes, voir Richter.
Friedrich-Wilhelm Heinrich Richter (né le 9 mai 1911 et mort le 30 août 1989) a été un Sturmbannführer de la Waffen-SS lors de la Seconde Guerre mondiale. Il a notamment remporté la croix de chevalier de la croix de fer, récompense accordée par l'Allemagne nazie lors de la Seconde Guerre mondiale pour souligner la grande bravoure au combat ou un leadership militaire hors du commun.
Friedrich-Wilhelm Richter est né le 9 mai 1911 à Picher, près de Hanovre. En 1936, il se porte volontaire pour rejoindre la SS-Verfügungstruppe (formation armée de la SS dès 1934, future Waffen-SS). Il est d'abord envoyé à la caserne SS à Radolfzell avec champ de tir (SS-Garnison und SS–Schießstand Radolfzell am Bodensee).
Sélectionné pour devenir officier SS, il est promu Hauptsturmführer en novembre 1939. Il rejoint la 3e division SS « Totenkopf » lors de la bataille de France.
Comme en Pologne, pendant la campagne de France, les hommes de la 3e division SS Totenkopf se distinguent par leur brutalité sans bornes et leurs crimes de guerre.
Richter est récompensé de la croix de fer IIe classe en juillet 1940.
Plus tard, il rejoint la 1re division SS Leibstandarte Adolf Hitler et prend part à l'invasion de l'Union soviétique (opération Barbarossa). On le récompense de la croix de fer de 1re classe en octobre 1941.
Il devient commandant du Ier bataillon, 22e régiment Panzergrenadier (infanterie accompagnée de chars de combat) lors de la formation de la 10e Panzerdivision SS Frundsberg. Il est décoré de la croix allemande en or. Il reçoit le commandement du régiment II./21 Panzergrenadier au début de 1945. Il est décoré de la croix de chevalier de la croix de fer le 11 mai 1945,.
Richter survit à la guerre et meurt le 30 août 1989 à Rheinbach, en Rhénanie-du-Nord-Westphalie (Allemagne),